# 方滋
方滋（1102年—1172年），字務德，宋朝桐廬（今屬浙江）人。
方元修之子。李文淵之婿。建炎年間为浙西提举司幹官。歷官右朝请郎、广南西路转运判官。绍兴十八年，直秘阁、知静江府。绍兴二十二年（1162年）九月代理镇江知府。紹興三十一年爲京西轉運副使，是年十二月乙丑以右朝請大夫主管台州崇道觀知廬州。隆兴二年八月，再知镇江，當時金人兵犯淮水，當時淮民數十萬人渡江避難，方滋日夜奔走江濱，指挥安抚。乾道元年（1265年），邀韩元吉、陆游宴飲賞梅，後任兩浙轉運副使，代理刑部侍郎。以戶部尚書之職，充任賀金國正旦使。試戶部、吏部侍郎，知建康、荆南二府。乾道八年知紹興府，徙平江府，卒於任上。王明清是他的女婿。